# Manuel Alexandre
Manuel Alejandre Abarca (Madrid, 11 de noviembre de 1917-Madrid, 12 de octubre de 2010) fue un actor español reconocido como uno de los más grandes actores de reparto del cine español en el siglo XX. Intervino en más de 300 películas, labrando también una carrera como intérprete de televisión y teatro en centenares de funciones. Sus interpretaciones más conocidas fueron las de Plácido (1961), Atraco a las tres (1962) o el de Los ladrones van a la oficina (1993-1995).

## Biografía
Empezó a estudiar la carrera de Derecho, pero la abandonó para empezar los estudios de Periodismo, que tuvo que dejar al iniciarse la Guerra Civil. 
Asistió a clases de declamación en el Real Conservatorio de Madrid, con Carmen Seco, donde coincidió con Fernando Fernán Gómez, del que fue íntimo amigo y con quien trabajaría en el Teatro Español Universitario. Se reconocía actor, por su amigo Fernán Gómez, manifestaba: "Lo decidí cuando vi a mi amigo recitar unos versos en la escuela de Carmen Seco. No había visto nunca a nadie antes leer así poesía. Desde entonces yo ya no recito".
Su carrera profesional la inició en 1945 en la compañía de Társila Criado y Jesús Tordesillas que representaban en el Teatro Reina Victoria Cuando las Cortes de Cádiz. Luego pasó a la compañía del Eslava y después a la del Teatro Español. 
En el final de Muerte de un ciclista de Juan Antonio Bardem tiene un pequeño papel. También en Felices Pascuas de Juan Antonio Bardem.
Ambas del mismo año.
En el cine debutó en 1947 con Dos cuentos para dos, de Luis Lucia, y después con el director Luis García Berlanga en Bienvenido, Mister Marshall (1953). Durante el rodaje de Atraco a las tres, mantuvo una relación sentimental con la actriz Gracita Morales.
Uno de sus grandes mentores cinematográficos fue José Luis Cuerda, que supo explorar, en los años ochenta y noventa, su veteranía gentil en películas como El bosque animado, en la que interpretaba a Roque Freire, un rico labrador que es asaltado en el bosque por Fendetestas y con el que mantiene un diálogo pleno de ironía y humor; Amanece que no es poco; La marrana o Así en el cielo como en la tierra.
En Televisión Española participó en más de un centenar de espacios dramáticos y otros programas. Tenía una gran afición por la literatura y la pintura, y fue habitual de la tertulia del Café Gijón en Madrid, que con los años se convirtió en su tertulia de íntimos amigos donde mientras pudo desplazarse iba a conversar a la caída de la tarde.
Su último trabajo fue 20-N: los últimos días de Franco (2008), un telefilme donde encarna al dictador Francisco Franco en los últimos días de su vida.
El actor falleció la mañana del 12 de octubre de 2010 en el hospital San Camilo de Madrid debido a un cáncer que padecía e incinerado en el cementerio de la Almudena de la misma ciudad.

## Filmografía[4]

### Cine
- Dos cuentos para dos (1947)
- Bienvenido, Mister Marshall (1952)
- Nadie lo sabrá (1953)
- Cómicos (1954)
- Felices Pascuas (1954)
- Manicomio (1954)
- Muerte de un ciclista (1955)
- El mensaje (1955)
- Viaje de novios (1956)
- Calle Mayor (1956)
- El malvado Carabel (1956)
- Calabuch (1956)
- Todos somos necesarios (1956)
- La vida es maravillosa (1956)
- El andén (1957)
- Los jueves, milagro (1957)
- El inquilino (1957)
- El fotogénico (1957)
- Fulano y Mengano (1957)
- La noche y el alba (1958)
- Una mujer para Marcelo (1958)
- La vida por delante (1958)
- La venganza (1958)
- El hombre del paraguas blanco (1958)
- El aprendiz de malo (1958)
- De espaldas a la puerta (1959)
- Azafatas con permiso (1959)
- Sonatas (1959)
- Bombas para la paz (1959)
- Y después del cuplé (1959)
- El secreto de papá (1959)
- La paz empieza nunca (1960)
- 091 Policía al habla (1960)
- Amor bajo cero (1960)
- El traje de oro (1960)
- Sólo para hombres (1960)
- Hay alguien detrás de la puerta (1960)
- Plácido (1961)
- Vamos a contar mentiras (1962)
- La venganza del Zorro (1962)
- Las cuatro verdades (1962)
- Atraco a las tres (1962)
- Accidente 703 (1962)
- La mano de un hombre muerto (1962)
- Vampiresas 1930 (1962)
- El verdugo (1963)
- El juego de la verdad (1963)
- La batalla del domingo (1963)
- Chantaje a un torero (1963)
- La becerrada (1963)
- La boda (1964)
- La muerte silba un blues (1964)
- Crucero de verano (1964)
- Los Palomos (1964)
- El señor de La Salle (1964)
- El salario del crimen (1964)
- El secreto de Bill North (1965)
- Historias de la televisión (1965)
- La primera aventura (1965)
- Fray Torero (1966)
- Mayores con reparos (1966)
- El aniversario (1966)
- Operación Plus Ultra (1966)
- Hoy como ayer (1966)
- Un beso en el puerto (1966)
- La barrera (1966)
- La viuda soltera (1966)
- Amor en el aire (1967)
- La mujer de otro (1967)
- El hombre que mató a Billy el Niño (1967)
- La playa de las seducciones (1967)
- Relaciones casi públicas (1968)
- Verde doncella (1968)
- Estudio amueblado 2. P. (1969)
- Cuatro noches de boda (1969)
- Amor a todo gas (1969)
- Un adulterio decente (1969)
- Pierna creciente, falda menguante (1970)
- La cólera del viento (1970)
- Don Erre que erre (1970)
- Enseñar a un sinvergüenza (1970)
- ¡Se armó el belén! (1970)
- ¡Vivan los novios! (1970)
- Blanca por fuera y rosa por dentro (1971)
- El vikingo (1972)
- Ligue Story (1972)
- Alta tensión (1972)
- La cera virgen (1972)
- ¡Qué noche de bodas, chicas! (1972)
- Corazón solitario (1973)
- Don Quijote cabalga de nuevo (1973)
- Las tres perfectas casadas (1973)
- Señora doctor (1973)
- Doctor, me gustan las mujeres, ¿es grave? (1974)
- Los nuevos españoles (1974)
- Tocata y fuga de Lolita (1974)
- Tamaño natural (1974)
- Jenaro, el de los 14 (1974)
- Una chica y un señor (1974)
- El asesino no está solo (1975)
- Duerme, duerme, mi amor (1975)
- Fulanita y sus menganos (1976)
- El señor está servido (1976)
- Ambiciosa (1976)
- Chely (1977)
- La violación (1977)
- Hasta que el matrimonio nos separe (1977)
- El puente (1977)
- Vota a Gundisalvo (1977)
- Los días del pasado (1978)
- Donde hay patrón... (1978)
- La insólita y gloriosa hazaña del cipote de Archidona (1979)
- La boda del señor cura (1979)
- Black Jack (1980)
- La guerra de los niños (1980)
- Cariñosamente infiel (1980)
- La mano negra (1980)
- Gay Club (1981)
- ¡Tú estás loco, Briones! (1981)
- Préstame tu mujer (1981)
- La segunda guerra de los niños (1981)
- Un pasota con corbata (1981)
- Las locuras de Parchís (1982)
- El cabezota (1982)
- Caray con el divorcio (1982)
- Adolescencia (1982)
- Cuarta guerra de los niños (1983)
- El caso Almería (1984)
- Extramuros (1985)
- Las tribulaciones de un Buda Bizco (1986)
- El año de las luces (1986)
- ¡Biba la banda! (1987)
- El bosque animado (1987)
- Sinatra (1988)
- El mar y el tiempo (1989)
- Loco veneno (1989)
- Amanece, que no es poco (1989)
- Pareja enloquecida busca madre de alquiler (1990)
- Fuera de juego (1991)
- El amor sí tiene cura (1991)
- La fuente de la edad (1991)
- El beso del sueño (1991)
- La marrana (1992)
- Una mujer bajo la lluvia (1992)
- Madregilda (1993)
- Tocando fondo (1993)
- La sombra del delator (1993)
- Todos a la cárcel (1993)
- Así en el cielo como en la tierra (1995)
- El ángel de la guarda (1996)
- Pesadilla para un rico (1996)
- Los porretas (1996)
- Adiós, tiburón (1996)
- Siempre hay un camino a la derecha (1997)
- Nadie como tú (1997)
- La duquesa roja (1997)
- La vuelta de El Coyote (1998)
- París-Tombuctú (1999)
- Pídele cuentas al rey (1999)
- Terca vida (2000)
- Maestros (2000)
- Lázaro de Tormes (2001)
- Clara y Elena (2001)
- El caballero don Quijote (2002)
- Atraco a las 3... y media (2003)
- Dos tipos duros (2003)
- Incautos (2004)
- Franky Banderas (2004)
- Elsa y Fred (2005)
- Cabeza de perro (2006)
- ¿Y tú quién eres? (2007)

## Televisión
- Gran teatro (un episodio, 1963)
- Escuela de maridos (4 episodios, 1963-1964)
- Primera fila (3 episodios, 1964-1965)
- Teatro de familia (2 episodios, 1964-1965)
- Tú tranquilo (un episodio, 1965)
- Estudio 3 (un episodio, 1965)
- El tercer rombo (un episodio, 1966)
- Habitación 508  (un episodio, 1966)
- La familia Colón  (un episodio, 1967)
- Teatro de siempre (un episodio, 1968)
  - Don Juan
- Fábulas (un episodio, 1968)
- Pequeño estudio (2 episodios, 1969)
  - El soltero indolente
  - El encuentro
- La risa española (un episodio, 1969)
  - Sólo fui a comprar tabaco
- Plinio (1972)
- Los camioneros (1 episodio, 1974)
- Cuentopos (1974)
- Si yo fuera rico (un episodio, 1973)
- Animales racionales (un episodio, 1973)
- Historias de Juan Español (3 episodios, 1972-1973)
- Sospecha (un episodio, 1971)
- Novela (14 episodios, 1964-1977)
- Cervantes (1980)
- Que usted lo mate bien (un episodio, 1979)
  - El Doctor J.
- Telecomedia (un episodio, 1979)
  - Los celos
- El juglar y la reina (un episodio, 1978)
- Curro Jiménez (un episodio, 1977)
- Original (un episodio, 1975)
- Buenas noches, señores (un episodio, 1972)
- Teatro breve (2 episodios, 1979-1980)
  - Cast...cast
  - Gazpacho andaluz
- Fortunata y Jacinta (10 episodios, 1980)
- Teatro estudio (un episodio, 1981)
  - Milagro en Londres
- Estudio 1 (15 episodios, 1966-1982)
  - Los árboles mueren de pie
  - El patio
  - La bella Dorotea
  - La rueda
  - Miedo al hombre
  - La venganza de Don Mendo
  - Eloísa está debajo de un almendro
  - Doce hombres sin piedad
  - La malcasada
  - Cándida
  - Alta fidelidad
  - Los tres etcéteras de Don Simón
  - La desconocida de Arrás
  - La fierecilla domada
  - El pato silvestre
- Don Baldomero y su gente (1982)
- Sonata de primavera (1982)
- Los desastres de la guerra (1983)
- Cosas de dos (un episodio, 1984)
- Régimen abierto (1986)
- Gatos en el tejado (un episodio, 1988)
- La forja de un rebelde (1990)
- Historias del otro lado (un episodio, 1991)
- Farmacia de guardia (un episodio, 1991)
- El Quijote de Miguel de Cervantes (1991)
- Los ladrones van a la oficina (45 episodios, 1993-1995)
- La mujer de tu vida (1 episodio, 1994)
- La Regenta (1995)
- Blasco Ibáñez (1997)
- Señor Alcalde (17 episodios, 1998)
- 7 vidas (un episodio, 1999)
- El señorío de Larrea (un episodio, 1999)
- Terca vida (2000)
- Mi teniente (un episodio, 2001)
- Hospital Central (un episodio, 2002)
- ¿Y tú quien eres? (2007)
- 20-N: los últimos días de Franco (2008)

## Teatro
- Los tigres escondidos en la alcoba (1949)
- La vida en un bloc (1953)
- El caso del señor vestido de violeta (1954)
- Vamos a contar mentiras (1961)
- La tetera (1965)
- La vil seducción (1967)
- La pereza (1968)
- Luces de Bohemia (1970), junto a José María Rodero.
- La noche de los cien pájaros (1972)
- No te pases de la raya, cariño (1974)
- Bodas que fueron famosas del Pingajo y la Fandanga (1978)[5]
- Los peces rojos  (1976)
- Catón (1989)
- Tres caballeros (2004)
- Tres hombres y un destino (2004)

## Premios
Premios Goya
| Año  | Categoría                                   | Película    | Resultado |
| ---- | ------------------------------------------- | ----------- | --------- |
| 2002 | Goya de honor                               |             | Ganador   |
| 2005 | Mejor interpretación masculina protagonista | Elsa y Fred | Candidato |

Medallas del Círculo de Escritores Cinematográficos
| Año  | Categoría              | Película       | Resultado |
| ---- | ---------------------- | -------------- | --------- |
| 1978 | Mejor actor secundario | Tamaño natural | Ganador   |
| 1998 | Premio homenaje        |                | Ganador   |
| 2005 | Mejor actor            | Elsa y Fred    | Nominado  |

Premios Sant Jordi
| Año  | Categoría                        | Película    | Resultado |
| ---- | -------------------------------- | ----------- | --------- |
| 2005 | Mejor actor en película española | Elsa y Fred | Ganador   |

Otros premios
- Gran Cruz de la Orden Civil de Alfonso X el Sabio, en reconocimiento a su dilatada trayectoria, (2009).
- TP de Oro, premio especial a toda una vida, (2008).
- Premio de la Unión de Actores como mejor actor protagonista por Elsa y Fred (2006).
- Medalla de Oro al Mérito en el Trabajo (2004).
- Fotogramas de Plata de Honor, (2000).
- Premio al mejor actor en el Festival de Cine de Gijón por El ángel de la guarda (1996).
- Homenaje en Semana Internacional de Cine de Valladolid (Seminci), 1994.
- Premio Honorífico de la Unión de Actores (1993).
- Premio Pepe Isbert, 1993.
- Premio de la Crítica Cinematográfica, (1980).
- Premio del Sindicato Nacional del Espectáculo como mejor actor secundario por su trabajo en Plácido de 1961.
- Premio de la revista Film Ideal.